# Paspalidium albovillosum
Paspalidium albovillosum är en gräsart som beskrevs av Stanley Thatcher Blake. Paspalidium albovillosum ingår i släktet Paspalidium och familjen gräs. Inga underarter finns listade i Catalogue of Life.